# Asylum (Cressida)
Asylum is het tweede studioalbum van de muziekgroep Cressida. Een van de belangrijkste leden van de band van het vorig album, de gitarist John Heyworth, is niet meer van de partij; zijn ouders waren ernstig verwond tijdens een verkeersongeluk en hij was volledig van de kaart. Met zijn vertrek is ook de stemming van de muziek gewijzigd; zij is wat donkerder dan bij het eerste album. Toch lijkt de muziek nog steeds op die van de Moody Blues, dat met Every Good Boy Deserves Favour en Seventh Sojourn ook sombere albums afleverde; zover was Cressida nog niet. Het album is opgenomen in de IBC Studio is Londen. Eigenlijk heeft de band het album niet overleefd; voordat het album verscheen was de band opgeheven. Van de musici die meespeelden op dit album, was Harold McNair al ernstig ziek; hij overleed op 7 maart 1971 aan kanker; hij speelde eerder bij Donovan, Ginger Baker's Airforce en John Martyn. Het The Doors-verleden van de band laat zich gelden in Let Them Come When They Will.   

## Musici
- Angus Cullen – zang, percussie; gaat door met Black Widow
- John Culley – gitaar; onbekend
- Paul Layton – akoestische gitaar (ex The New Seekers); ging weer terug
- Peter Jennings – toetsinstrumenten
- Kevin McCarthy – basgitaar
- Iain Clarke – slagwerk gaat door met Uriah Heep
- Harold McNair – dwarsfluit.
- Graeme Hall - orkestraties

## Tracklist
| Nr. | Titel                                      | Duur  |
| --- | ------------------------------------------ | ----- |
| 1.  | Asylum (Cullen)                            | 3:31  |
| 2.  | Munich (Jennings)                          | 9:30  |
| 3.  | Goodbye Post Office Tower Goodbye (Cullen) | 2:47  |
| 4.  | Survivor (Cullen)                          | 1:32  |
| 5.  | Reprieved (Jennings)                       | 2:29  |
| 6.  | Lisa (Cullen)                              | 5:05  |
| 7.  | Summer Weekend of a lifetime (Cullen)      | 3:20  |
| 8.  | Let Them Come When They Will (Heyworth)    | 11:46 |